# Флаббер
«Флаббер» (англ. Flubber) — американський науково-фантастичний комедійний фільм 1997 року, знятий Лесом Мейфілдом (який раніше за сценарієм Джона Г'юза зняв ремейк «Диво на 34-й вулиці») за сценарієм Г'юза та Білла Волша. Він є ремейком фільму 1961 року «Розсіяний професор», знятого компанією «Walt Disney Pictures». У головних ролях знялися Робін Вільямс, Марсія Ґей Гарден, Крістофер Макдональд, Тед Левін, Реймонд Дж. Баррі, Віл Вітон і Кленсі Браун, а Джоді Бенсон озвучила персонажа Вібо. Фільм мав успіх у прокаті, зібравши 178 мільйонів доларів по всьому світу, але отримав змішані та негативні відгуки критиків, які хвалили гру Робіна Вільямса, але критикували його за буфонаду, спецефекти, сюжет, сценарій та порівняння з оригіналом.

## Сюжет
Розсіяний професор Філіп Брейнард розробляє нове джерело енергії, сподіваючись урятувати коледж Медфілд від закриття. Його поглиненість в свої дослідження змусила його пропустити два весілля, що викликало гнів його нареченої, президента коледжу Сари Джин Рейнольдс. У день їхньої третьої спроби весілля до Брейнарда звертається його колишній партнер Вілсон Крофт з конкуруючого коледжу Ратленд, який нажився на крадіжці його ідей і тепер має намір вкрасти Сару.
Готуючись до весілля, Брейнард робить прорив за допомогою свого робота-помічниці Вібо, яка таємно закохана у нього. Їхній експеримент призводить до появи розумного зеленого слизу з величезною пружністю та кінетичною енергією, який сіє хаос у районі, перш ніж професор його повертає. Вібо класифікує речовину як «летючу ґуму» (англ. flying rubber), змушуючи Брейнарда назвати її «Флаббером». Працюючи над Флаббером до наступного ранку, Брейнард надто пізно розуміє, що знову пропустив своє весілля. Він безуспішно намагається пояснити свою відсутність убитій горем Сарі, яка покидає Брейнарда, сповненого рішучості довести цінність Флаббера і повернути її.
Багатий спонсор коледжу Медфілд Честер Гонікер, який погрожує закрити школу, посилає своїх поплічників Сміта та Вессона, щоб переконати Брейнарда дати його синові Беннетту більш високу оцінку. Брейнард, надто зайнятий експериментами з Флаббером, несвідомо пригнічує головорізів за допомогою покритого Флаббером м'яча для гольфу та кулі для боулінгу. Брейнард також використовує Флаббера, щоб його вінтажний «Форд Тандерберд» міг літати, і підслуховує, як Вілсон укладає кокетливе парі з Сарою про майбутній баскетбольний матч Медфілда проти Ратленда.
Намагаючись зізнатися у своїх почуттях до професора, Вібо створює голографічну людську версію себе і намагається поцілувати сплячого Брейнарда, але той прокидається з іншою ідеєю для Флаббера. Пробравшись на порожню баскетбольну арену, він перевіряє ефекти Флаббера на баскетбольному м'ячі та своєму взутті, що дозволяє йому неймовірно далеко відскакувати. На грі він таємно застосовує Флаббера до жахливо невмілої команди Медфілда, дозволяючи їм перемогти Ратленд, але його спроба повернути Сару зазнає невдачі. Тим часом пустотлива Вібо випускає Флаббера, щоб той танцював навколо дому.
Повернувшись додому, Брейнард розмовляє з Вібо, заявляючи, що його неуважність викликана його любов'ю до Сари. Вібо, ставлячи щастя професора вище за своє власне, показує Сарі кадри заяви Брейнарда, і пара примирюється. Брейнард демонструє Сарі здібності Флаббера, але Гонікер виявив прибутковий потенціал Флаббера, пропонуючи купити його в них та пробачити борг коледжу. Брейнард та Сара відмовляються, укладаючи угоду з «Ford Motor Company» та рятуючи школу. Гонікер відправляє Сміта і Вессона зробити набіг на будинок Брейнарда, де Вібо намагається відбитися від них, але вони її знищують, коли викрадають Флаббера.
Оплакуючи втрату свого улюбленого робота, Брейнард виявляє прощальне відео від Вібо разом із резервною копією себе, її «донькою» Вібетт. Брейнард і Сара протистоять Гонікеру під приводом продажу йому додаткового Флаббера, і виявляють, що він у змові з Вілсоном. Звільнивши Флаббера, Брейнард та Сара перемагають Вілсона, Гонікера та їхніх поплічників. Через деякий час Брейнард рятує Медфілд від закриття разом з Флаббером, і щаслива пара нарешті успішно справляє весілля і вирушає у свій медовий місяць на Гаваї в летючому «Тандерберді» разом з Вібетт і Флаббером.

## У ролях
| Актор                | Персонаж                                  |
| -------------------- | ----------------------------------------- |
| Робін Вільямс        | професор Філіп Брейнард                   |
| Марсія Ґей Гарден    | Сара Джин Рейнольдс                       |
| Крістофер МакДональд | Вілсон Крофт                              |
| Реймонд Дж. Баррі    | Честер Гонікер                            |
| Кленсі Браун         | Сміт                                      |
| Тед Левін            | Вессон                                    |
| Віл Вітон            | Беннет Гонікер                            |
| Скотт Майкл Кемпбелл | Дейл Джепнер                              |
| Еді МакКлерґ         | Марта Джордж                              |
| Сем Ллойд            | тренер Віллі Баркер                       |
| Боб Сарлетт          | тренер команди «Ратленд»                  |
| Дейкін Меттьюс       | Міністр                                   |
| Коррі Скотт          | Баскетболіст №2                           |
| Джейн Сангвінетті    | Жіноча модель життя (в титрах не вказана) |
| Джоді Бенсон         | Вібо (озвучування)                        |
| Джулі Моррісон       | Вібетт, дочка Вібо (озвучування)          |
| Скотт Мартін Гершін  | Флаббер (озвучування)                     |

Крім того, Ненсі Олсон з'являється в титрах як секретар компанії Ford. Олсон раніше грала Бетсі Карлайл у фільмі «Розсіяний професор» та його продовженні «Син Флаббера».

## Виробництво
Зйомки почалися в 1996 році в Сан-Франциско на Трежер-Айленді в будівлі 180 та ангарі 3. Там були побудовані декорації, що включали баскетбольний майданчик, копію дому професора, де були зняті деякі зовнішні та всі внутрішні кадри, окремий декор, що зображує підвал будинку та бібліотеку Гонікера. Багато зовнішніх кадрів дому Брейнарда було знято в Сан-Хосе, в будинку, який був тимчасово перероблений, включаючи додавання обсерваторії на даху.
Офіс Сари Джин, вітальня Гонікера та більшість зовнішніх кадрів кампусу були зроблені у приватній жіночій школі на півострові Сан-Франциско. Зовнішні кадри спортзалу Ратленда було знято у Стенфорді. Деякі сцени були зняті на території кампусу Університету штату Каліфорнія в Сан-Хосе у залі Вашинґтон-сквер під час зйомок у 1997 році. Кадр професора та Сари Джин, що пливли крізь хмари в «Тандерберді», був знятий на колишньому військово-морському об'єкті Мар-Айленд у Вальєхо, Каліфорнія.  Інші сцени зняли в Університеті Тихого океану в Стоктоні.

### Жартівливі відсилання
Багато жартів є прикрасами із фільму 1961 року; Джон Г'юз переписав оригінальний сценарій Білла Волша (заснований на оповіданні Семюеля У. Тейлора «Ситуація тяжкості», спочатку опублікованому в номері журналу «Liberty» від 22 травня 1943). Хоча Волш помер у 1975 році, він отримав посмертне визнання за цей сценарій.

## Реліз
«Флаббер» був випущений на VHS та Laserdisc 21 квітня 1998 року. DVD-диск був випущений 16 червня того ж року з оригінальним театральним трейлером фільму як бонус.

## Сприйняття

### Касові збори
Фільм зібрав 93 мільйони доларів у США і Канаді та 85 мільйонів доларів на інших територіях, а загальна сума зборів у всьому світі склала 178 мільйонів доларів.
«Флаббер» вийшов одночасно з фільмом «Чужий: Воскресіння» і, за прогнозами, заробив близько 32,5 мільйонів доларів за п'ятиденний вікенд у День подяки. Потім він дебютував із 26,7 мільйонами (і загалом 36,4 мільйони за п'ять днів), очоливши касу. Він упав на 58% до 11,3 мільйонів на другий вікенд, залишившись на першому місці.

### Критика
На «Rotten Tomatoes» рейтинг схвалення «Флаббера» складає 24% на основі 37 рецензій, а середня оцінка — 4,1/10. Критичний консенсус сайту говорить: «З його надмірною зосередженістю на спецефектах і стомлюючій буфонаді „Флаббер“ марнує величезний талант свого складу та знімальної групи». Вебсайт «Metacritic» надав фільму середньозважену оцінку 37 зі 100 на основі 19 рецензій, що вказує на «загалом несприятливі» відгуки. Глядачі, опитані «CinemaScore», дали фільму середню оцінку «B+» за шкалою від «A+» до «F».